# Serment judiciaire en France
En droit, de manière générale, le serment judiciaire est une déclaration solennelle, faite devant un juge, par une partie à un procès, d'un fait qui lui est favorable.
On distingue plusieurs sortes de serments.

## Serment décisoire
Le serment décisoire est un serment déféré par un plaideur à son adversaire, sur des faits personnels à ce dernier, afin d'en faire dépendre la solution du litige (articles 1357 et 1384 et suivants du Code civil français). Doté de tels effets, le serment décisoire constitue une preuve légale. La partie à laquelle il est demandé de prêter serment a trois possibilités :
- soit elle prête serment et gagne son procès,
- soit elle refuse et perd son procès,
- soit elle réfère le serment à la partie adverse et met ainsi son sort entre les mains de l'autre partie.

### Connotation religieuse et morale du serment
Il n'est pas douteux que l'institution du serment comme règle de preuve en droit français traduit une confiance surprenante dans le sens moral ou la foi de celui qui se soumet solennellement au serment.
En effet, si l'on peut comprendre que l'aveu puisse être retenu contre son auteur, c'est parce que ce dernier trahit une vérité qu'il nie devant le Juge. Au contraire, le serment décisoire consiste pour celui qui prête serment à réitérer solennellement ses précédentes déclarations. C'est ce qui s'appelle être cru « sous la foi du serment » et il est suffisamment rare que la loi permette à une partie de se constituer à elle-même une preuve pour que cela soit relevé.
Toutefois, le serment décisoire ne peut être déféré à un plaideur que par son adversaire, de telle sorte que ce moyen de preuve ne sera utilisé que dans le cas où une partie suppose à son contradicteur une probité morale ou religieuse ou un sens de l'honneur suffisant pour ne pas se parjurer.
Parallèlement, lorsque la religion prohibe le serment (anabaptistes, quakers), la jurisprudence du XIXe siècle autorisait à lui substituer une simple affirmation (Cour de cassation, chambre des requêtes, 28 mars 1810).
Aujourd'hui, le serment est, par principe, formé sous une forme « laïque » (Cour de Cassation, chambre civile, 3 mars 1846 ; chambre criminelle, 30 octobre 1940, qui décide que le Tribunal ne peut imposer de prêter serment à la mosquée).
Un cérémonial religieux n'est donc pas nécessaire (Cour de Cassation, chambre des requêtes, 4 mai 1936) mais une partie a le droit de prêter serment selon les formes de sa religion (par exemple, pour un musulman qui prête serment avec une main sur le Coran, voir arrêt du 4 mai 1936 précité).
Le déclin du sentiment religieux dans les populations actuelles explique certainement une sensible diminution du recours au serment comme mode de preuve. La rareté des décisions de justice qui paraissent à ce sujet est notable.

## Serment supplétoire
Le serment supplétoire est déféré par le juge à l'une des parties : à la différence du serment décisoire, quoi que fasse la partie déférée, le juge n'est pas lié.
Ce mode de preuve a aujourd'hui quasiment disparu, au profit des expertises ou enquêtes que peut demander une juridiction.

## Serment promissoire
Le serment promissoire est un engagement solennel, donné selon des formes précises, de remplir au mieux sa mission (de magistrats ou de jurés par exemple) ou de révéler, en toute objectivité, ce que l'on sait des circonstances de la cause (témoins).

## Serment estimatoire
Le serment estimatoire concerne les chiffrages urgents en cas d'expertise judiciaire impossible